# John O'Shea
John Francis O'Shea (Waterford, 30 d'abril del 1981), és un futbolista professional irlandès que ha jugat de lateral, central i migcampista defensiu al Sunderland AFC de la Premier League anglesa. O'Shea, també juga per la selecció d'Irlanda des del 2001.